# California über alles
«California über alles» és el senzill de debut del grup estatunidenc de punk rock Dead Kennedys. Va ser el primer enregistrament del grup i va ser publicat el juny de 1979 per mitjà del segell Optional Music, amb «The Man with the dogs» com a cara B. La cançó principal es va tornar a gravar l'any 1980 per al seu primer àlbum, Fresh Fruit for Rotting Vegetables, i l'enregistrament original així com la cara B es van incloure més endavant a la recopilació de 1987 Give Me Convenience o Give Me Death.

## Significat
La lletra va ser escrita per Jello Biafra i John Greenway originàriament per a la seva banda The Healers. El títol és una al·lusió a la primera estrofa de l'himne nacional d'Alemanya, que comença amb les paraules Deutschland, Deutschland über alles («Alemanya, Alemanya per sobre de tot»). Després de la fi del Tercer Reich el 1945, l'himne es va escurçar només a la tercera estrofa de la cançó original, ja que el passatge suprimit s'associa amb el nazisme i, tot seguit, reivindica una extensió de terra que ja no està continguda dins de les fronteres actuals d'Alemanya.
La lletra és una crítica satírica a Jerry Brown, el governador de Califòrnia entre 1975 i 1983 (i posteriorment entre 2011 i 2019), i es canta des d'una perspectiva imaginària de Brown en què descriu una visió hippie-feixista dels Estats Units d'Amèrica. La línia serpent's egg already hatched («l'ou de la serp s'ha desclòs») fa referència a un comentari sobre la naturalesa corrosiva del poder de l'obra Juli Cèsar de William Shakespeare, i també és una referència a la pel·lícula d'Ingmar Bergman Das Schlangenei, ambientada al Berlín de la dècada del 1920, que agafa el títol de l'obra de Shakespeare. Les línies Big Brother on white horse is near («el Gran Germà a cavall blanc és a prop») i now it is 1984 («ara és 1984») es refereixen, respectivament, a una declaració que Brown va fer durant el seu primer mandat segons la qual la ciutadania estava buscant «un líder sobre un cavall blanc», i al règim totalitari descrit a la novel·la 1984 de George Orwell per a descriure un futur on Brown s'ha convertit en president, i la seva suede/denim secret police («policia secreta amb pell de camussa») mata gent uncool («indesitjable») a les cambres gas.
Després de la publicació inicial de la cançó va sorgir una polèmica a l'escena musical de la Badia de San Francisco sobre per què Jello Biafra (que havia manifestat obertament opinions polítiques d'extrema esquerra) criticava Jerry Brown, un polític demòcrata destacat de l'època. Brown va succeir Ronald Reagan com a governador de Califòrnia, i Reagan era un objectiu, aparentment, més evident. No obstant això, Biafra va expressar sovint el seu menyspreu pels hippies, i els Dead Kennedys sovint van satiritzar tant els polítics d'esquerra com de dreta.
La cançó també és un dels primers exemples de l'estil musical de Dead Kennedys, amb influència del surf rock i tocs marcials. Comença amb tambors sinistres de marxa musical, units per un riff de baix ominós. Biafra pinta l'escena en tons baixos i burletes abans d'esclatar a cantar a ple pulmó. Després de dos versos i cors, la cançó canvia a una secció més lenta amb un ritme de tambor militar sobre el qual Biafra s'imagina les accions de terror de la policia secreta d'estil SS de Brown. El ritme s'accelera a mesura que s'acosta a l'última repetició, tancant-se amb una seqüència d'acords repetida acompanyada d'un esclat final de bateria explosiu.
A l'EP In God We Trust, Inc., Dead Kennedys va gravar una versió actualitzada de la cançó, titulada «We've Got a Bigger Problem Now», sobre l'aleshores president dels Estats Units Ronald Reagan, que inclou una introducció lounge, lletra diferent i diversos versos cantats a un ritme més lent. Biafra ha fet referències satíriques a la cançó en les seves actuacions de paraula parlada, per exemple, després de l'elecció d'Arnold Schwarzenegger com a governador de Califòrnia va comentar «Califòrnia über alles realment». Una altra versió actualitzada d'aquesta cançó sobre el governador Schwarzenegger, titulada «Kali-Fornia Über Alles 21st Century», es va interpretar en directe (amb altres cançons clàssiques de Dead Kennedys) quan Biafra va fer una gira el 2004 amb el grup Melvins per a presentar el seu àlbum conjunt. Una gravació en directe d'aquesta nova versió apareix a Sieg Howdy! (2005).
De «Califòrnia über alles» se n'han fer diverses versions, entre elles la de The Prodigy, titulada «Dead Ken Beats», que va aparèixer a la pel·lícula de 2010 La xarxa social. La banda alemanya Die Toten Hosen en va fer una inclosa al seu àlbum de versions Learning English: Lesson 2., que inclou la lletra actualitzada sobre Schwarzenegger, amb referències a les seves pel·lícules i amb Jello Biafra cantant amb Campino. També el grup català de punk rock Rostoll va versionar-la amb el títol «Catalunya über alles»